# Gaetano Battaglia
Gaetano Antonio Battaglia (Milano, ... – Smolensk, 14 novembre 1812) è stato un militare e politico italiano.

## Biografia
Gaetano Battaglia, milanese di nascita, intraprese ancora giovanissimo la carriera militare frequentando l'Accademia di Modena, recandosi poi in Francia con l'avvento di Napoleone per arruolarsi nella Grande Armata. Ottenuto il grado di capitano, entrò a far parte della divisione comandata dal generale Teodoro Lechi col quale rimase dal 1805 al 1810, anno in cui venne nominato capitano della guardia d'onore del viceré Eugéne de Beauharnais, nonché suo scudiero ed insignito del titolo di conte del regno da Napoleone. Come capitano delle guardie d'onore, ottenne il comando del corpo della vecchia guardia francese col grado di colonnello durante la disastrosa Campagna di Russia ove egli stesso perse la vita nel novembre del 1812, a Smolensk.
Ebbe due figli, Achille e Alfonso, di cui il primo fu valente combattente dei moti risorgimentali italiani.